# 136. brigada (Hrvaška vojska)
Za druge 136. brigade glejte 136. brigada.
136. brigada Slatina je bila pehotna brigada v sestavi Hrvaške vojske.

## Zgodovina
Brigada je bila uradno ustanovljena 28. oktobra 1991 z reorganizacijo 64. samostojnega bataljona kot del Zbora narodne garde.
Sodelovala je različnih operacijah pri obrambi vzhodne Slavonije. Svojo bojno pot je enota (še kot bataljon) začela z osvoboditvijo vojašnice v Slatini in karavel Noskovci in Kapinci 16. septembra 1991 in sodelovala pri osvobajanju Voćina.
Brigada je nato sodelovala pri osvoboditvi Vzhodne Slavonije in bila udeležena v bojih na Vinkovačkem bojišču.
31. avgusta 1992 je bila brigada demobilizirana in razpuščena. V celotni hrvaški osamosvojitveni vojni je padlo 28 pripadnikov, medtem ko je 148 postalo vojnih invalidov.
26. maja 2006 je bila brigada odlikovana s redom Nikole Šubića Zrinskega.

## Organizacija
- štab
- 1. bataljon
- 2. bataljon
- 3. bataljon